# Gato por liebre (programa de televisión)
Gato por liebre fue un programa de televisión chileno transmitido por el antiguo Canal 2 Rock & Pop entre agosto de 1995 y diciembre de 1997, donde se analizaba e ironizaba la política chilena de los años 1990. Se considera que fue el antecesor de la versión chilena de Caiga quien caiga (CQC) e incluso se dice que el programa fue inspirado en el proyecto argentino iniciado en el canal trasandino América TV en abril de 1995.
Varios de los gags producidos en este programa sirvieron como base para lanzar en 1997 el programa Plan Z.

## Conductores
- Ángel Carcavilla
- Rafael Gumucio
- Carolina Delpiano

### Periodistas
- Álvaro Díaz
- Pedro Peirano